# Aphrodite
Гэ́вин Кинг (англ. Gavin King), более известный под псевдонимом Aphrodite [Афрода́йт] — британский музыкальный продюсер и диджей.

## Биография
DJ Aphrodite обычно называют «крёстным отцом джангла», работавшим вместе с Micky Finn на их совместном лейбле Urban Takeover. Являясь одним из старейших drum’n'bass-продюсеров, он внес огромный вклад и оказал сильное влияние на существующие сейчас drum’n'bass-стили и техники.
DJ Aphrodite является основателем Aphrodite Recordings, на создание которой его вдохновил клуб 'Aphrodite', который принадлежал ему в 1988.
Дебютный альбом DJ Aphrodite назван по имени автора "Aphrodite", и издан на V2 Recordings 1 сентября 2000 года. Следующим альбомом стал 'Aftershock', также изданный на V2 Recordings 24 июня 2002 года. В записи альбома также принимали участие такие исполнители как Barrington Levy и Wildflower.

## Дискография

### Альбомы
- 1997 - Aphrodite Recordings (в жёлтой обложке)
- 1999 - Aphrodite
- 2002 - Aftershock
- 2007 - Break In Reality (2007)

### CD Миксы
- 1997 - Atmospheric Drum & Bass Vol.2
- 1997 - Full Force
- 1998 - The Takeover Bid (Aphrodite & Micky Finn)
- 1999 - Urban Jungle
- 2001 - The Takeover Bid
- 2003 - Urban Junglist
- 2004 - Urbanthology Volume 1: Urban Takeover
- 2005 - Overdrive
- 2008 - Eristoff Tracks and Urban Art Forms presents Red mixed by Aphrodite

### Сборники
- 1997 - Aphrodite, Amazon II, Aladdin - Aphrodite Recordings
- 1998 - Park Rave Madness
- 1999 - Egil Music presents: Urban Jungle

### Синглы и EP
- 1993 «Aphrodite - Raw Motion, Dub Motion» APH 1
- 1993 «Aphrodite - The Vine» APH 2
- 1993 «Aphrodite - Cocaine» APH003, APH 3
- 1993 «Aphrodite - Stonka, Break Of Day, Break Of Dawn» APH004
- 1993 «Aphrodite - The Vine (Remixes)» APH-5
- 1993 «Aphrodite - Sea Mortar, Beautiful Bass» APH006
- 1993 «Aphrodite – Beautiful Bass, Sea Mortar» RAPH-6
- 1993 «Aphrodite & Nutty Jim - Full Effect, Feel Rea» APH-7, APH 7
- 1994 «Amazon II - Deep In The Jungle, Lovely Feeling» APH008
- 1994 «Aphrodite - Fascination / Solar Flare» APH 009, APH009
- 1994 «Aphrodite – Beautiful Bass, Navigator (Remixes)» APH010
- 1994 «Amazon II - Booyaaa! (Open Your Mind), Control Yourself» APH011
- 1994 «Aphrodite – Sub Groove, Shine» APH012
- 1994 «Amazon II - Beat Booyaa, This Lovely Feeling (Remixes))» APH013
- 1997 «Aphrodite – Moods EP»
- 1999 «Aphrodite – BM Funkster» UK #139
- 2002 «A Coupla Trickz EP»
- 2002 «Blue Miystique/The Time The Place»
- 2002 «All Over Me» (feat. Barrington Levy) UK #76
- 2002 «See Thru It» (feat. Wildflower) UK #68
- 2003 «Bad Ass» (with Micky Finn) UK #162
- 2003 «Rinsing Quince» UK #155
- 2003 «Let the Rhythm Flow / Stalker» UK #170
- 2003 «Cool Flight» UK #179
- 2003 «Music’s Hypnotizing / King of the Beats» UK #155
- 2003 «Mash Up Ya Know» UK #182
- 2003 «Def Jammer» UK #183
- 2003 «Cocaine / Calling the People» UK #196
- 2004 «Fanfare / Karma Sutra» UK #192
- 2004 «Beefcake/Boomtown»
- 2004 «Stalker (Remixes)»
- 2004 «Twilight»
- 2005 «Siberia/London Massive»
- 2006 «Breaking Point/Breaking Me Softly»
- 2006 «Scarface/War Of The Worlds»
- 2007 «Deadly Valley (Dub Mix)»
- 2007 «Drowning Remixes»
- 2007 «Ganja Man (Remix)/Tantalize»
- 2007 «Hold On/Crazy Diamond»
- 2007 «Odyssey»
- 2007 «Pure Columbian/Jedda»
- 2007 «Recuts 14»
- 2009 «Reality Breaks EP»

перечислены не все